# Le Barboux
Le Barboux är en kommun i departementet Doubs i regionen Bourgogne-Franche-Comté i östra Frankrike. Kommunen ligger i kantonen Le Russey som tillhör arrondissementet Pontarlier. År 2022 hade Le Barboux 238 invånare.

## Befolkningsutveckling
Antalet invånare i kommunen Le Barboux
Referens:INSEE